# Richard Krebs
Pour les articles homonymes, voir Krebs.
Richard Krebs (né le 30 juillet 1906 à Hambourg et décédé le 29 juin 1996 dans la même ville) est un athlète allemand spécialiste du 400 mètres. Il concourait pour le Hambourg SV.

## Biographie
Il meurt le 29 juin 1996 dans sa ville natale de Hambourg, soit un mois et un jour avant ses 90 ans.

### Palmarès
| Date | Compétition           | Lieu      | Résultat | Performance  |
| ---- | --------------------- | --------- | -------- | ------------ |
| 1928 | Jeux olympiques d'été | Amsterdam | 2e       | 3 min 14 s 8 |

### Records
| Épreuve    | Performance | Lieu | Date |
| ---------- | ----------- | ---- | ---- |
| 400 mètres | 49 s 1      |      | 1929 |